# بوبي كلارك (موسيقي)
بوبي كلارك (بالإنجليزية: Bobbie Clarke)‏ هو موسيقي بريطاني، ولد في 13 يونيو 1940، وتوفي في 31 أغسطس 2014.

## وصلات خارجية
- بوبي كلارك على موقع ميوزك برينز (الإنجليزية)
- بوبي كلارك على موقع ديسكوغز (الإنجليزية)